# Национал-социалистический союз помощи жертвам войны
Национа́л-социалисти́ческий сою́з по́мощи же́ртвам войны́ (нем. NS-Kriegsopferversorgung, сокр. NSKOV) — общественная организация в Германии в составе НСДАП, занимавшаяся благотворительностью и организацией социального обеспечения для ветеранов, серьёзно раненных на фронтах Первой мировой войны.

## История
Союз был создан в 1934 году, вместе с Национал-социалистической народной благотворительностью участвовал в благотворительных акциях и программах в области здравоохранения. Бессменным руководителем организации был обергруппенфюрер СА Ганс Оберлиндобер.
10 октября 1945 года по указанию Контрольного совета деятельность союза была официально запрещена, 30 октября Контрольный совет постановил ликвидировать союз.